# System Fault Tolerant
A System Fault Tolerant (SFT) a számítógépek hardverhibáit szoftveres úton korrigálni képes módszer.

## SFT1
A merevlemezen a FAT tábla és a könyvtárstruktúra duplán van tárolva, illetve a működés közben keletkező merevlemezhibákat is kiszűri. A rendszer működés közben a háttértárra írt adatot azonnal visszaolvassa, és ha a visszakapott érték nem egyezik meg a beleírt adattal, akkor a hibás blokkot megjelöli, és az adatot új helyre írja fel.

## SFT2
A rendszer két merevlemezt használ, és mindkettőre felírja ugyanazt az adatot. Ha az egyik merevlemez meghibásodik, akkor a rendszer konzolüzenetben értesít a hibás meghajtó kikapcsolásáról. Ha az alkalmazott két háttértár egy csatolón van, akkor mirroring a szolgáltatás, ha a csatoló is duplázva van, akkor duplexing. Mindkét merevlemezen működik az SFT1 is.

## SFT3
Ennél a rendszernél két szervert alkalmaznak, így tökéletes adatvédelmet nyújt. A két szerver közötti LAN hálózaton kívül egy nagy sebességű összeköttetés is található, az MSL (Mirrored Server Link), ezen történik a működés szinkronizálása.